# Connie Mack III

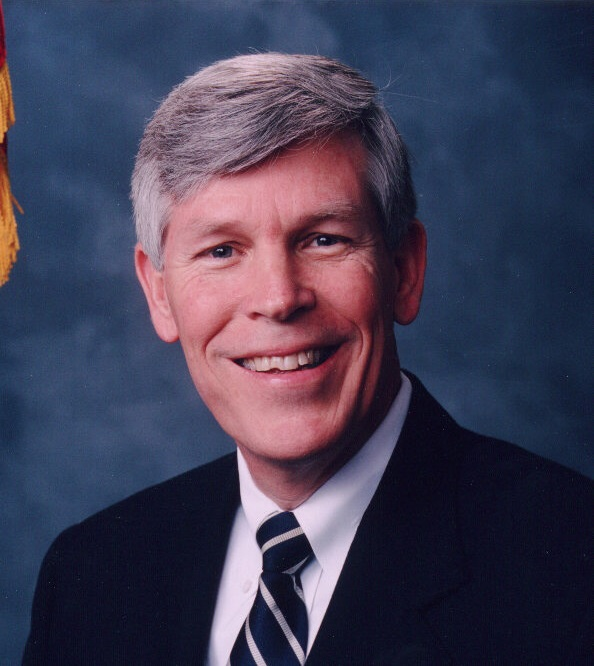
Connie Mack

Connie Mack III (* 29. Oktober 1940 in Philadelphia als Cornelius Alexander McGillicuddy III) ist ein ehemaliger US-amerikanischer Politiker (Republikanische Partei), der den Bundesstaat Florida in beiden Kammern des Kongresses vertrat.
Macks Großvater, geboren unter dem Namen Cornelius McGillicuddy, wurde unter dem Rufnamen Connie Mack zu einer der bekanntesten Persönlichkeiten im amerikanischen Baseballsport. Er war der Manager mit der längsten Amtsdauer in der Geschichte der Major League Baseball und hält den Rekord an Siegen in der höchsten Spielklasse der Vereinigten Staaten. Mütterlicherseits war Macks Großvater Morris Sheppard, der von 1913 bis 1941 für Texas im US-Senat saß.
1958 machte Connie Mack seinen Highschool-Abschluss in Fort Myers, woraufhin er ein Studium an der University of Florida begann. Dieses schloss er 1966 als Bachelor of Arts ab. Danach arbeitete er bis 1982 in Bankgewerbe, ehe er in die Politik wechselte. Am 3. Januar 1983 zog er als Vertreter des 13. Kongresswahlbezirks von Florida ins Repräsentantenhaus der Vereinigten Staaten ein. Dort verblieb er nach zweimaliger Wiederwahl bis zum 3. Januar 1989.
Im direkten Anschluss wurde Mack in den Senat den Vereinigten Staaten gewählt, wo er die Nachfolge des nicht mehr kandidierenden Demokraten Lawton Chiles antrat. 1994 war er auch bei der Wiederwahl erfolgreich; sechs Jahre später trat er nicht mehr an. Von 1997 bis 2001 war er als Vorsitzender der Senate Republican Conference faktisch Fraktionsvorsitzender der Republikaner.
Nach seinem Abschied aus dem Senat zog sich Connie Mack zunächst aus der Politik zurück und wurde Vorstandsvorsitzender eines Krebsforschungsinstitutes in Tampa. Im Jahr 2005 übertrug ihm US-Präsident George W. Bush die Leitung eines überparteilichen Beraterstabes zur Vorbereitung der Einkommensteuerreform. Sein Sohn Connie wurde ebenfalls Politiker und gehörte gemeinsam mit seiner Ehefrau Mary, der Witwe von Sonny Bono, bis 2013 dem US-Repräsentantenhaus an.